# Коалиция активистов (русско-украинская война)
Коалиция активистов, более известна как Коалиция желающих (англ. Coalition of the willing) — коалиция стран, которые пообещали усилить поддержку Украины в борьбе с российской агрессией, пойдя дальше поддержки, оказываемой Контактной группой по обороне Украины, заявив о готовности принять участие в миротворческих силах на территории Украины путем предоставления войск или иным способом. Предполагается, что миротворческие силы будут развернуты только после того, когда Украина и Россия подпишут «всеобъемлющее соглашение о прекращении огня» или «мирное соглашение» для урегулирования продолжающейся российско-украинской войны. Инициатива, возглавляемая Соединенным Королевством и Францией, была объявлена премьер-министром Великобритании Киром Стармером 2 марта 2025 года после Лондонского саммита 2025 (на илл.) под девизом «За наше будущее» (англ. Securing our future).
Заявленная цель инициативы — содействовать попыткам мирных переговоров начатых Соединенными Штатами между Украиной и Россией в феврале 2025 года, путем содействия созданию достаточно надежных гарантий безопасности для Украины, цель которых — гарантировать долгосрочное прекращение огня, если мирное соглашение будет достигнуто. Помимо формирования миротворческих сил, коалиция выразила готовность увеличить военную поддержку Украины и усилить экономические санкции против России в случае, если переговоры о «всеобъемлющем прекращении огня» или «мирном соглашении» потерпят неудачу. По состоянию на 20 марта 2025 года точная форма и функции коалиции были описаны как все еще находящиеся на стадии планирования, но перешедшие в «оперативную фазу».

## История

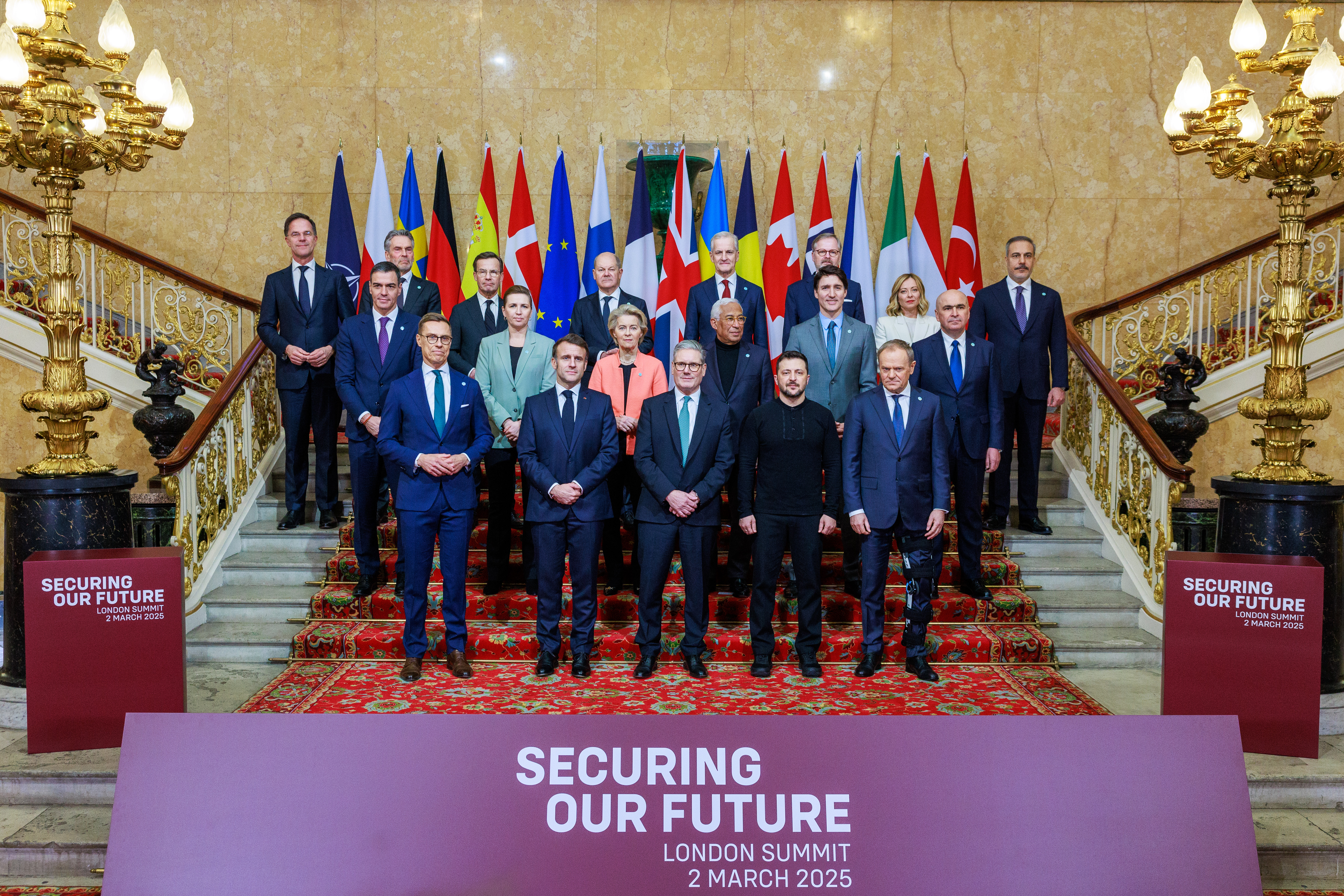
Участники Лондонского саммита по Украине 2 марта 2025 г.

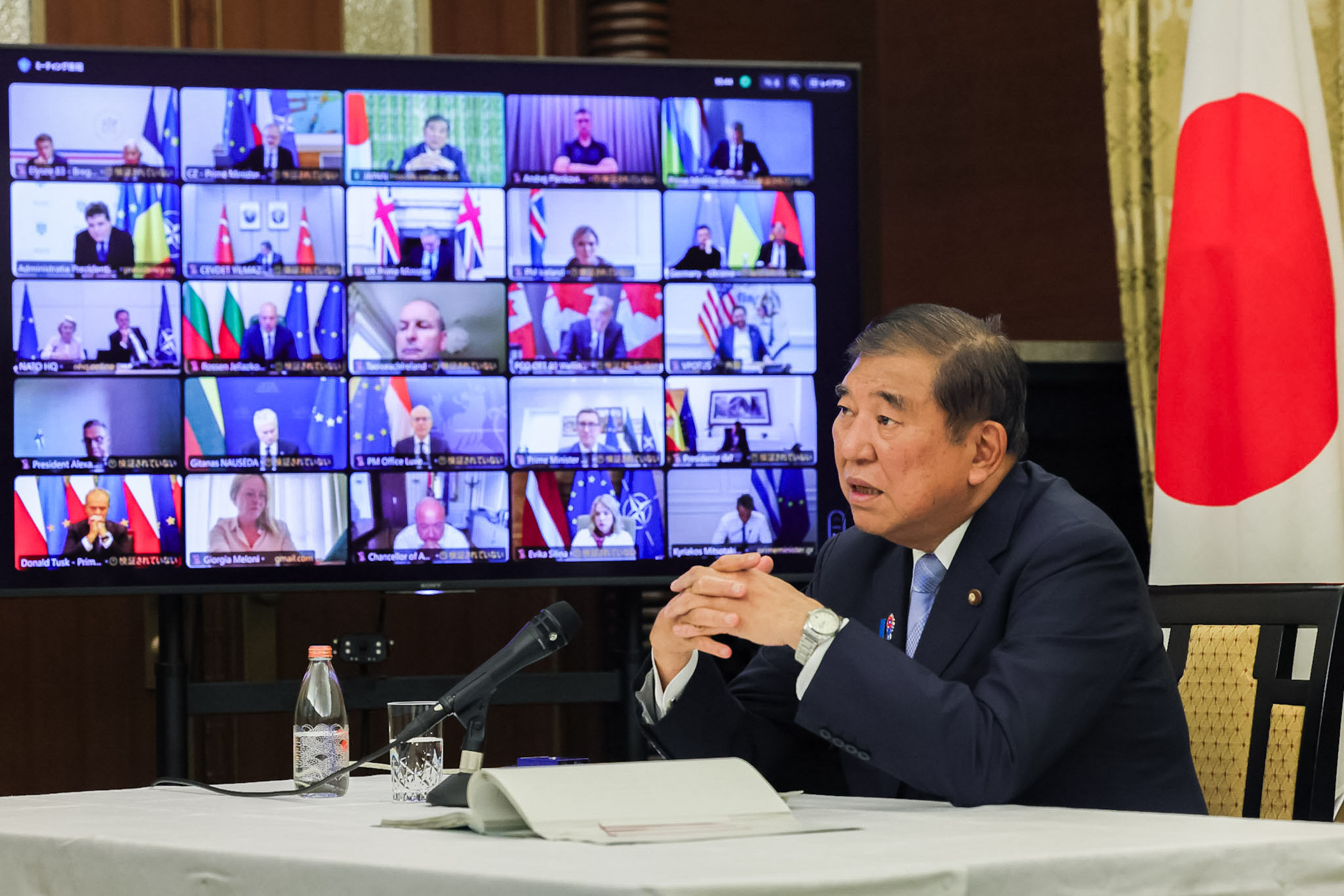
Онлайн-встреча коалиции 14 августа

Согласно сообщению Le Monde, в конце ноября 2024 года Париж и Лондон обсуждали возможность взять на себя руководство коалицией, которая будет развернута на Украине, на условиях, которые тогда не были определены. Это произошло в свете возвращения Трампа в Белый дом и перспективы ухода Америки из Киева. Вариант отправки «войск» на Украину, дебаты по которому французский президент Эмманюэль Макрон начал на встрече союзников Киева в Париже в феврале 2024 года, вызвал резкое противодействие со стороны некоторых европейских стран во главе с Германией. Однако этот сценарий не был похоронен и был возрожден во время визита британского премьер-министра, Кира Стармера во Францию на церемонии 11 ноября Дня перемирия. 1 марта 2025 года президент Чехии Петр Павел сделал пост в социальной сети X, призвав к формированию «коалиции желающих» для прекращения российского вторжения в Украину.
Опираясь на эти двусторонние дискуссии, направленные на создание ядра союзников в Европе, сосредоточенных на Украине и более широкой европейской безопасности, Кир Стармер 2 марта 2025 г. провел Лондонский саммит 2025 года по Украине с Эммануэлем Макроном, президентом Украины Владимиром Зеленским и шестнадцатью другими мировыми лидерами, чтобы скоординировать поддержку Украины. Стармер охарактеризовал встречу как рассмотрение «момента, который случается раз в поколение» для европейской безопасности, заявив, что пришло время для решительных действий, а не для продолжения обсуждений, и официально объявил, что Великобритания и Франция возглавят европейскую «коалицию желающих» для предоставления гарантий безопасности Украине и обеспечения мирных переговоров с Россией. Это заявление было сделано через два дня после встречи Зеленского и президента США Дональда Трампа с вице-президентом Дж. Д. Вэнсом в Белом доме 28 февраля.
11 марта 2025 года начальники штабов вооруженных сил около 30 европейских и стран Содружества, а также Японии, встретились в Париже для переговоров о создании международных сил безопасности для Украины с целью поддержания мира в случае вступления в силу соглашения о прекращении огня.
15 марта Стармер провел виртуальную встречу с лидерами стран Европы и Содружества, чтобы собрать «коалицию желающих» для рассмотрения вариантов развертывания «сил заверения» на территории Украины для сдерживания возобновления российских атак на страну в случае достижения соглашения о прекращении огня. На встрече присутствовали лидеры 26 стран, включая несколько европейских стран, Украину, Турцию, Канаду, Австралию, Новую Зеландию, а также представители Европейской комиссии и НАТО; и к нему обратились премьер-министр Великобритании Кир Стармер, а также президент Франции Эммануэль Макрон, президент Украины Владимир Зеленский и генеральный секретарь НАТО Марк Рютте.
17 марта 2025 года представитель премьер-министра Великобритании заявил, что ожидается расширение коалиции до «более 30 стран», когда военные руководители стран, желающих принять участие, снова встретятся 20 марта 2025 года, чтобы обсудить следующую «оперативную фазу» защиты Украины в рамках миротворческих сил, если удастся заключить сделку с Россией. Представитель добавил: «Возможности вклада будут различаться, но это будут значительные силы, при этом значительное количество стран предоставят войска, а большая группа [стран] внесет свой вклад другими способами».
20 марта 2025 г. было описано, что точная форма и функции коалиции все еще находятся в стадии планирования, но перешли в «оперативную фазу», отмеченную проведением встречи военных чиновников из 31 страны. После встречи окончательных решений объявлено не было, но некоторые СМИ сообщили, что участники рассматривали возможность создания коалиции в двух различных вариантах в зависимости от того, будет ли она развернута для защиты соглашения о прекращении огня или мирного соглашения.
Пять военных подгрупп планирования (сухопутных, морских, воздушных, регенерации и реконструкции) собрали военных должностных лиц из 31 страны для продолжения обсуждений в течение трех интенсивных дней планирования с 24 по 26 марта в штаб-квартире в Нортвуде (Англия).
Затем коалиция снова встретилась на третьем саммите высокого уровня в Париже 27 марта 2025 г. с повесткой дня для завершения планов по созданию и развертыванию коалиции в качестве военной силы для обеспечения того, чтобы потенциальное прекращение огня для Украины было длительным. Повестка дня саммита включала разработку и обсуждение предложения по мирному договору, написанного коалицией, разработку и обсуждение того, как коалиция может обеспечить «полное прекращение огня», приемлемое для Украины, укрепить помощь Украине (при этом каждая страна-участница должна будет изложить, что она готова сделать), и согласовать план предоставления долгосрочной поддержки украинской армии. Результатом встречи стало единогласное соглашение о том, что:
- Никакие санкции против России не могут быть сняты в рамках временного соглашения о прекращении огня.
- Потенциальное смягчение санкций должно быть обусловлено достижением мирного соглашения.
- Руководители оборонных ведомств Украины, Франции и Великобритании вскоре должны встретиться на Украине для проведения следующего этапа детального планирования создания потенциальных «сил обеспечения безопасности» (определения численности солдат и типа военной техники, которые необходимо развернуть после достижения мирного соглашения, чтобы сдержать и отреагировать на последующую потенциальную возобновленную российскую агрессию).

24 апреля 2025 года The Times сообщила, что британские официальные лица посчитали развертывание сухопутных войск для защиты Украины слишком рискованным и что от этого плана, скорее всего, откажутся, а вместо этого на Западную Украину будут направлены военные инструкторы.
29 апреля 2025 года The Times сообщила, что Европе «будет трудно разместить 25 000 солдат на территории Украины». Министр обороны Литвы Довиле Сакалиене, как сообщается, заявила: «У России 800 000 [военнослужащих]. Позвольте мне сказать вам следующее: если мы не можем собрать даже 64 000 человек, которые не выглядят слабыми — они и есть слабые".

## Встречи на высоком уровне
Коалиция до сих пор провела следующее количество встреч на высоком уровне, чтобы способствовать попыткам мирных переговоров, направленным на достижение «всеобъемлющего соглашения о прекращении огня» или «мирного соглашения» для урегулирования продолжающейся российско-украинской войны.
|   | Дата             | Хост           | Председатель       | Местоположение                         | Участвующие страны | Ссылка        |
| - | ---------------- | -------------- | ------------------ | -------------------------------------- | --- | ------------- |
| 1 | 2 марта 2025 г.  | Великобритания | Кир Стармер        | Ланкастер-хаус, Лондон                 | 16 - Канада - Чехия - Дания - Финляндия - Франция - Германия - Италия - Нидерланды - Норвегия - Польша - Румыния - Испания - Швеция - Турция - Украина - Великобритания | [ 31 ]        |
| 2 | 15 марта 2025 г. | Великобритания | Кир Стармер        | Виртуальная встреча (Видеоконференция) | 26 - Австралия - Бельгия - Болгария - Канада - Чехия - Дания - Финляндия - Франция - Германия - Греция - Исландия - Италия - Латвия - Литва - Люксембург - Нидерланды - Новая Зеландия - Норвегия - Польша - Португалия - Румыния - Испания - Швеция - Турция - Украина - Великобритания                                                             | [ 22 ]        |
| 3 | 27 марта 2025 г. | Франция        | Эммануэль Макрон   | Елисейский дворец, Париж               | 31 - Австралия - Австрия - Бельгия - Болгария - Канада - Хорватия - Кипр - Чехия - Дания - Эстония - Финляндия - Франция - Германия - Греция - Исландия - Ирландия - Италия - Латвия - Литва - Люксембург - Нидерланды - Норвегия - Польша - Португалия - Румыния - Словения - Испания - Швеция - Турция - Украина - Великобритания                  | [ 32 ] [ 33 ] |
| 4 | 10 апреля 2025   | Бельгия        |                    | Штаб-квартира НАТО — Брюссель          | 30 - Австрия - Бельгия - Болгария - Канада - Хорватия - Кипр - Чехия - Дания - Эстония - Финляндия - Франция - Германия - Греция - Исландия - Ирландия - Италия - Латвия - Литва - Люксембург - Нидерланды - Норвегия - Польша - Португалия - Румыния - Словения - Испания - Швеция - Турция - Украина - Великобритания                              | [ 34 ]        |
| 5 | 10 мая 2025      | Украина        | Владимир Зеленский | Киев                                   | 31 - Австралия - Австрия - Бельгия - Болгария - Канада - Хорватия - Кипр - Чехия - Дания - Эстония - Финляндия - Франция - Германия - Греция - Исландия - Ирландия - Италия - Латвия - Литва - Люксембург - Нидерланды - Новая Зеландия - Норвегия - Польша - Португалия - Румыния - Словения - Испания - Швеция - Турция - Украина - Великобритания | [ 35 ] [ 36 ] |
| 6 | 10 июля 2025     | Великобритания | Кир Стармер        | Штаб-квартира в Нортвуде               | | [ 37 ] [ 38 ] |

Помимо представителей стран-участниц, на вышеуказанных встречах также присутствовали следующие лица:
| Организация      | Представлено                       | Название                                                           |
| ---------------- | ---------------------------------- | ------------------------------------------------------------------ |
| Европейский союз | Антонио Кошта Урсула фон дер Ляйен | Председатель Европейского совета Председатель Европейской комиссии |
| НАТО             | Марк Рютте                         | Генеральный секретарь НАТО                                         |

## Цели
Создание организации было связано с попытками мирных переговоров между Украиной и Россией в феврале 2025 года, начатыми по инциативе США, поскольку эти переговоры изначально не представляли и не предлагали Украине никаких существенных гарантий безопасности для защиты потенциально достигнутого мирного соглашения; в то время как было признано, что для того, чтобы гарантировать, что потенциальный мир будет прочным для Украины, потребуются более сильные гарантии безопасности, чем существовавший ранее Будапештский меморандум 1994 года, и в то же время стало ясно, что ранее рассматривавшееся предложение предложить Украине немедленное членство в НАТО в качестве гарантии безопасности не может быть реализовано. Помимо выполнения роли по созданию потенциальных миротворческих сил, коалиция также выразила готовность увеличить военную поддержку Украины и ужесточить экономические санкции против России в случае, если текущие переговоры о «всеобъемлющем прекращении огня» или «мирном соглашении» провалятся.

### План из четырех пунктов
На пресс-конференции, которая последовала за лондонским саммитом (2 марта 2025), Стармер изложил четыре ключевых компонента подхода коалиции:
1. Приверженность сохранению потока военной помощи Украине при одновременном увеличении экономического давления на Россию посредством санкций и других мер.
2. Подтверждение того, что любое прочное мирное соглашение должно гарантировать суверенитет и безопасность Украины, а Украина должна присутствовать на всех мирных переговорах.
3. Обязательство усилить оборонительные военные возможности Украины после любого мирного соглашения для сдерживания потенциальных будущих вторжений.
4. Создание «коалиции добровольцев», то есть стран, готовых защищать условия любого мирного соглашения и гарантировать безопасность Украины в дальнейшем.

## Членство
В группу в основном входят страны Европы и Содружества Китайская Народная Республика заявила о готовности принять участие в послевоенном восстановлении Украины 18 марта. Как сообщает газета Die Welt, Китай также рассматривал возможность присоединения к «Коалиции активистов» в случае приглашения 22 марта. Однако Министерство иностранных дел Китая два дня спустя официально опровергло сообщения о том, что Китай когда-либо может присоединиться к коалиции, поскольку участие в миротворческой миссии на Украине, возглавляемой европейскими лидерами, рассматривалось как противоречащее его политике нейтральной стороны в войне России с Украиной.